# Enthroned
Enthroned – belgijski zespół blackmetalowy, założony w 1993 r.

## Życiorys
1993. Zespół powstaje z inicjatywy perkusisty Cernunnosa z Blaspherion. Wkrótce znajduje się i gitarzysta – Tseboath (wcześniej członek deathmetalowej grupy Slanesh).
1994. Wychodzi promo, na które składa się 5 utworów. Przynosi ono zainteresowanie zespołem ze strony kilku niezależnych wytwórni. W następstwie wydany zostaje split ('Scared by Darkwinds') z Ancient Rites pod etykietą Afterdark Records.
1995. Ukazuje się pierwszy pełny album zespołu, 'Prophecies of Pagan Fire', wydany przez Evil Omen Records. Wydanie staje się klasycznym, kultowym albumem na blackmetalowej scenie. Niedługo potem zespół pozyskuje drugiego gitarzystę, imieniem Nornagest, byłego członka grupy Heresia.
Ostatecznie Tseboath zostaje zastąpiony przez Nebirosa, który nie tylko wnosi do zespołu coś zupełnie nowego, ale również staje się uzupełnieniem brutalnego, barbarzyńskiego stylu, jaki reprezentuje Nornagest.
1996. Od wydania pierwszej demówki Enthroned zdobywa ogromne uznanie dzięki występom na żywo. Zespół pojawia się na scenie z grupami takimi jak Marduk, Enslaved, Dark Funeral, Angelcorpse i Emperor. Rozpoczyna tour po Europie wraz z Ancient Rites i Bewitched. Jest to ich pierwsza, ale najbardziej udana trasa koncertowa. 
1997. Na czerwiec zespół planuje nagranie 'Towards The Skullthrone Of Satan', gdy to Cernunnos odbiera sobie życie. Mimo wszystko zespół posuwa się naprzód. Kolejnym efektem działalności jest 'Regie Sathanas', dedykowane pamięci Cernunnosa, z udziałem sesyjnego perkusisty imieniem Da Cardoen z lokalnego trashowego bandu Asphyxia. Kilka miesięcy później horda pojawia się na festiwalu Dragons Blaze, gdzie daje pierwsze show z udziałem nowego perkusisty o imieniu Namroth Blackthorn. Reakcja tłumu lepsza być nie mogła. 
1998. Zespół odbywa tour po Europie wraz z Dark Funeral. Wychodzi 'Regie Sathanas', arcydzieło zyskujące światowe uznanie. Kolejne tour. Tym razem z Hecate Enthroned i Ursurper.
1999. Zespół wkracza do Abyss Studios w Szwecji. Powstaje 'The Apocalypse Manifesto'. Album wychodzi w maju. Żaden inny tytuł nie odzwierciedliły tak trafnie mocy tego arcydzieła, które biblijny motyw apokalipsy interpretuje z perspektywy stricte satanistycznej. 
Enthroned kończy 20. stulecie odbywając trasę z Marduk i Angelcorpse. Koncertami w kilku krajach Europy zdobywa coraz większe uznanie publiczności.
2000. Rok bardzo pracowity dla zespołu. Odchodzi Nebiros. Na jego miejsce wkracza Nerath Daemon, który z pomyślnie przechodzi próbę w trakcie mini tour na terenie Niemiec, po czym następuje kilka koncertów w innych częściach Europy oraz nagranie kontrowersyjnego 'Armoured Bestial Hell' w Real Sound Studio w Niemczech.
2001. Album wychodzi w kwietniu i otrzymuje mnóstwo krytyki ze względu na eksperymentalny zwrot w kierunku bardziej brutalnego/technicznego grania. Mimo to pojawia się też mnóstwo pozytywnych opinii, album stanowi bez najmniejszej wątpliwości najbardziej 'eksperymentalny' element dyskografii zespołu. 
Niestety, zespół zmuszony jest przejść kolejną zmianę. Namroth Blackthorn zostaje zwolniony z obowiązków i godnie zastępuje go Alsvid z potężnej francuskiej blackmetalowej hordy Seth. Enthroned kontynuuje działalność poprzez mnóstwo występów na żywo, odbywając w październiku tour po Stanach Zjednoczonych, a następnie po Europie. 
2002-2004. Enthroned podpisuje kontrakt z Napalm Records i nagrywa piąty album, 'Carnage in Worlds Beyond'. Horda rozpoczyna niesamowitą krucjatę na skalę światową. Dając ponad 60 koncertów dokonuje inwazji na ziemie od Brazylii po Kolumbię i cały europejski grunt. Powraca, by nagrać 'XES Haereticum'. Po raz kolejny dochodzi do zmiany składu. Alsvid i Nerath Daemon muszą opuścić zespół ze względu na pracę i odległość miejsca pobytu. Do zespołu dołącza Nguaroth oraz perkusista Glaurung (wcześniej w grającym old school black metal Morbid Rites).
2005. Enthroned znowu w komplecie. Pojawia się długo oczekiwany 'Black Goat Ritual; Live in thy Flesh', pierwszy album live nagrany przez Enthroned. Bez żadnych poprawek w studio.
2006. Czerwiec. Enthroned występuje na Graspop Metal Meeting naprzeciw 15000 publiczności. Koncert jet niesamowitym sukcesem, pomimo tragicznej jakości dźwięku! 
19 października wokalista Sabathan opuszcza zespół z powodu braku zainteresowania satanizmem i oddania muzyce.
2007. Styczeń. Zespół postanawia, że funkcję wokalisty obejmie Nornagest. Do hordy dołącza Phorgath, przywódca Emptiness. Wkracza na bas. 
Powstaje 'Tetra Karcist'..

## Muzycy

### Obecny skład zespołu
- Nornagest – wokal, gitara (od 1995)
- Neraath – gitara, wokal wspierający (od 2000)
- Phorgath – gitara basowa, wokal wspierający (od 2006)
- Garghuf – perkusja (od 2009)
- Tzelmoth – Live gitara, wokal wspierający (od 2010)

### Byli członkowie zespołu
- Alsvid – perkusja
- Sabathan – gitara basowa, śpiew
- Glaurung – perkusja
- Nerath Daemon – gitara elektryczna
- Alexis – śpiew (1993)
- Tsebaoth – gitara elektryczna
- Nebiros – gitara elektryczna
- Cernunnos (zm. 1997) – perkusja
- Da Cordoen – perkusja
- Namroth Blakthorn – perkusja

## Dyskografia

### Albumy studyjne
- Prophecies of Pagan Fire (1995)
- Towards the Skullthrone of Satan (1997)
- Regie Sathanas: A Tribute to Cernunnos [E.P.] (1998)
- The Apocalypse Manifesto (1999)
- Armoured Bestial Hell (2001)
- Carnage in Worlds Beyond (2002)
- Goatlust [E.P.] (2003)
- Xes Haereticum (2004)
- Tetra Karcist (2007)
- Pentagrammaton (2009)
- Obsidium (2012)
- Sovereigns (2014)
- Cold Black Suns (2019)

### Kompilacje
- Scared by Darkwinds/Longing For the Ancient Kingdom II (1994) – split z zespołem Ancient Rites
- Towards the Skullthrone of Satan/The Trollish Mirror (1997) split z zespołem Armsvartner
- The Blackend Collection (Box) (2004)
- Black Goat Ritual: Live in Thy Flesh (2005)

### Dema
- Promo 94 (1994)